# Coppa panamericana femminile di pallavolo
La Coppa panamericana femminile di pallavolo è una competizione pallavolistica, organizzata dalla PVU sotto l'egida della NORCECA, creata nel 2002 e che si svolge con cadenza annuale, alla quale partecipano sia le squadre nazionali nordamericane che quelle sudamericane.

## Edizioni
| Edizione      | Edizione        | Podio           | Podio           | Podio           |
| Anno          | Organizzatore   | Campione        | Seconda         | Terza           |
| ------------- | --------------- | --------------- | --------------- | --------------- |
| 2002 Dettagli | Messico         | Cuba            | Rep. Dominicana | Canada          |
| 2003 Dettagli | Messico         | Stati Uniti     | Rep. Dominicana | Cuba            |
| 2004 Dettagli | Messico         | Cuba            | Stati Uniti     | Rep. Dominicana |
| 2005 Dettagli | Rep. Dominicana | Cuba            | Rep. Dominicana | Brasile         |
| 2006 Dettagli | Porto Rico      | Brasile         | Cuba            | Rep. Dominicana |
| 2007 Dettagli | Messico         | Cuba            | Brasile         | Rep. Dominicana |
| 2008 Dettagli | Messico         | Rep. Dominicana | Brasile         | Argentina       |
| 2009 Dettagli | Stati Uniti     | Brasile         | Rep. Dominicana | Porto Rico      |
| 2010 Dettagli | Messico         | Rep. Dominicana | Perù            | Stati Uniti     |
| 2011 Dettagli | Messico         | Brasile         | Rep. Dominicana | Stati Uniti     |
| 2012 Dettagli | Messico         | Stati Uniti     | Brasile         | Cuba            |
| 2013 Dettagli | Perù            | Stati Uniti     | Rep. Dominicana | Argentina       |
| 2014 Dettagli | Messico         | Rep. Dominicana | Stati Uniti     | Porto Rico      |
| 2015 Dettagli | Perù            | Stati Uniti     | Rep. Dominicana | Argentina       |
| 2016 Dettagli | Rep. Dominicana | Rep. Dominicana | Porto Rico      | Stati Uniti     |
| 2017 Dettagli | Perù            | Stati Uniti     | Rep. Dominicana | Porto Rico      |
| 2018 Dettagli | Rep. Dominicana | Stati Uniti     | Rep. Dominicana | Canada          |
| 2019 Dettagli | Perù            | Stati Uniti     | Rep. Dominicana | Colombia        |
| 2020          | -               | Non disputata   | Non disputata   | Non disputata   |
| 2021          | -               | Non disputata   | Non disputata   | Non disputata   |
| 2022 Dettagli | Messico         | Rep. Dominicana | Colombia        | Stati Uniti     |
| 2023 Dettagli | Porto Rico      | Argentina       | Porto Rico      | Stati Uniti     |
| 2024 Dettagli | Messico         | Argentina       | Stati Uniti     | Colombia        |
| 2025 Dettagli | Messico         | Rep. Dominicana | Colombia        | Porto Rico      |

## Medagliere
| Pos. | Squadra         | 1º posto | 2º posto | 3º posto | Totale |
| ---- | --------------- | -------- | -------- | -------- | ------ |
| 1    | Stati Uniti     | 7        | 3        | 5        | 15     |
| 2    | Rep. Dominicana | 6        | 10       | 3        | 19     |
| 3    | Cuba            | 4        | 1        | 2        | 7      |
| 4    | Brasile         | 3        | 3        | 1        | 7      |
| 5    | Argentina       | 2        | 0        | 3        | 5      |
| 6    | Porto Rico      | 0        | 2        | 4        | 6      |
| 7    | Colombia        | 0        | 2        | 3        | 5      |
| 8    | Perù            | 0        | 1        | 0        | 1      |
| 9    | Canada          | 0        | 0        | 2        | 2      |